# Mimosa surumuensis
Mimosa surumuensis är en ärtväxtart som beskrevs av Hermann August Theodor Harms. Mimosa surumuensis ingår i släktet mimosor, och familjen ärtväxter. Inga underarter finns listade i Catalogue of Life.